# 伊藤栄明
伊藤 栄明（いとう よしあき、1943年8月17日 - ）は、日本の数学者。理学博士。統計数理研究所名誉教授。総合研究大学院大学名誉教授。同大学附属葉山高等研究センター（現･学融合推進センター）フェロー。専門は確率論、統計学、応用数学。

## 略歴・人物
1968年、東京大学理学部地学科卒業。1970年、東京工業大学大学院理工学研究科数学専攻修士課程修了。1972年、東京工業大学大学院理工学研究科数学専攻博士課程退学。同年、旧文部省統計数理研究所研究員。1979年、東京工業大学より博士号（理学）を取得。論文の題は「Stochastic models for interacting populations(相互作用による種の間の個体数変化の確率模型)」。 1988年より、統計数理研究所領域統計研究系教授、及び総合研究大学院大学数物科学研究科教授。1996年より、ロックフェラー大学ファカルティメンバー。2005年より、統計数理研究所数理･推論研究系教授。2007年、総合研究大学院大学名誉教授、統計数理研究所名誉教授。また、1997年から2007年にかけて、ロックフェラー大学人口研究所、ラトガーズ大学統計学科、フランス国立情報学自動制御研究所、フランス高等師範学校(Ecole Normale Superieure)、クイーンズ大学 (カナダ)に於いて研究に従事。英語とフランス語に堪能である。
日本数学会、アメリカ数学会、日本統計学会、日本応用数理学会、国際統計協会、応用統計学会、日本物理学会、日本結晶学会所属。

## 参考資料
- 統計数理研究所Officialページ
- 統計数理研究所Personalページ